# Olovov(IV) oksid
Olovov(IV) oksid (olovov dioksid, PbO2) je težak kristalni prah koji se javlja samo u jednoj modifikaciji sa strukturom rutila (TiO2).

## Svojstva
Boje je tamnosmeđe ili crne, praktički netopljiv u vodi i vrlo je slabo topljiv u koncentriranoj dušičnoj i sumpornoj kiselini, i koncentriranim alkalijskim lužinama stvarajući pritom odgovarajuće heksahidroksoplumbate(IV).
Zagrijavanjem na zraku već pri temperaturi 200 °C otpušta kisik i prelazi u Pb2O3 (olovov(II, IV) oksid), a kasnije i u PbO. Zbog toga djeluje kao jak oksidans i mnoge tvari se, u dodiru s njim, lako zapale, pa je zastupljen u mnogim spojevima u pirotehnici.
Olovni(IV) oksid je jako oksidacijsko sredstvo i u kiselom mediju pa vrlo lako oksidira kromov(III) kation u Cr2O72-, koncentriranu klorovodičnu kiselinu u klor, a manganov(II) kation u permanganatni anion.
Olovov(II) oksid (PbO) se reducira u olovov(IV) oksid (PbO2). Elementarno olovo se oksidira u PbO2, a reducira se uvijek u neki niži oksid.
U olovnim akumulatorima, olovov (IV) oksid (PbO2) je pozitivna elektroda (svako druga ćelija), a ostale su olovov sulfat (PbSO4).

## Dobivanje
Industrijski se dobiva grijanjem olovovog monoksida s natrijevim nitratom i natrijevim kloratom.
Laboratorijski, ima raznih načina njegove priprave:
1.
Olovov(IV) oksid dobiva elektrolizom olovovih(II) spojeva.
2.
Dobiva se djelovanjem dušične kiseline na minij.

Djelovanjem razrijeđene dušične kiseline na olovni(II) tetraoksoplumbat nastaje nepostojan vodikov tetraoksoplumbat (H4PbO4), koja se raspada na olovni(IV) oksid i vodu.
Djelovanjem dušične kiseline na elementarno olovo se ne može dobiti čisti olovov dioksid.
3.
Žarenjem olovova hidroksida.

Pri zagrijavanju, prvo se otpušta kisik i prelazi u miješani oblik oksida olovo (II, IV) oksid, dok na temperaturi iznad 550 °C prelazi u olovov(II) oksid (PbO).
4.
Žarenje olovova karbonata (PbCO3) nastane olovov(II) oksid, a daljnjim zagrijavanjem može nastati ili minij ili PbO2 (Olovov (IV) oksid).

## Upotreba
Služi kao analitički reagens, u kiselim otopinama također je snažno oksidacijsko sredstvo pa se upotrebljava kao oksidans u kemijskoj industriji i pirotehnici, kao sredstvo za nagrizanje u tekstilnoj industriji, u proizvodnji elektroda i polimera, pri proizvodnji stakla, izostakla i akrilnih stakala, u industriji gume, itd.
Upotrebljava se uglavnom u proizvodnji olovnih akumulatora, u kojima je pozitivni pol PbO2 (pri pražnjenju akumulatora katoda), dok je negativni pol (pri pražnjenju akumulatora anoda) spužvasto olovo. Elektrolit u olovnom akumulatoru je sumporna kiselina (w = 33% - 38%).